# Hovrätten för Övre Norrland
Hovrätten för Övre Norrland är en hovrätt vars domkrets omfattar Västerbottens län och Norrbottens län. Hovrätten inrättades 1936 och har sitt säte i Umeå, i ett av stadens äldsta hus – ett av få stenhus som uppförts före den stora brand som 1888 förstörde större delen av staden.

## Byggnaden
Den stora vita byggnaden, som byggdes åren 1886–1887, ritades i nyrenässansstil, med slätputsad muryta, mot vilken pilastrar och listverk framträder i relief, av arkitekt Johan Nordquist. Det flacka valmade taket kröns av en liten överbyggnad.
Huset, som uppförts för att inhysa ett folkskollärarinneseminarium, användes en kort period efter stadsbranden även som postkontor och sparbank, bönsalen uppläts för stadsförsamlingen och gymnastiksalen nyttjades även av läroverkets elever. Skolgården förvandlades under denna första tid till salutorg med stånd och bodar.
Folkskollärarinneseminariet inrymde förutom rektors bostad även lärosalar, aula och gymnastiksal och omgavs av en liten park. Vatten drogs in 1901 och 1904 försågs huset med elektrisk belysning samt telefon.
Seminariet slutade använda byggnaden 1926, och den fick under några efterföljande år tjäna som kulturhus med både bibliotek och museum. Den stora aulan användes som konsert- och teaterlokal fram till 1936, då hovrätten fick ta över byggnaden. 
Huset byggdes på 1950-talet ut mot öster och väster, och har senare renoverats invändigt flera gånger, senast 1999. En utbyggnad med nya rättssalar, ny teknik och mer utvecklade säkerhetsarrangemang påbörjades 2014 och invigdes den 2 september 2016 av kung Carl XVI Gustaf.
Hovrätten och dess park täcker ett helt kvarter, som avgränsas av Storgatan, Hovrättsgatan, Kungsgatan och Bankgatan.

## Hovrättens historik

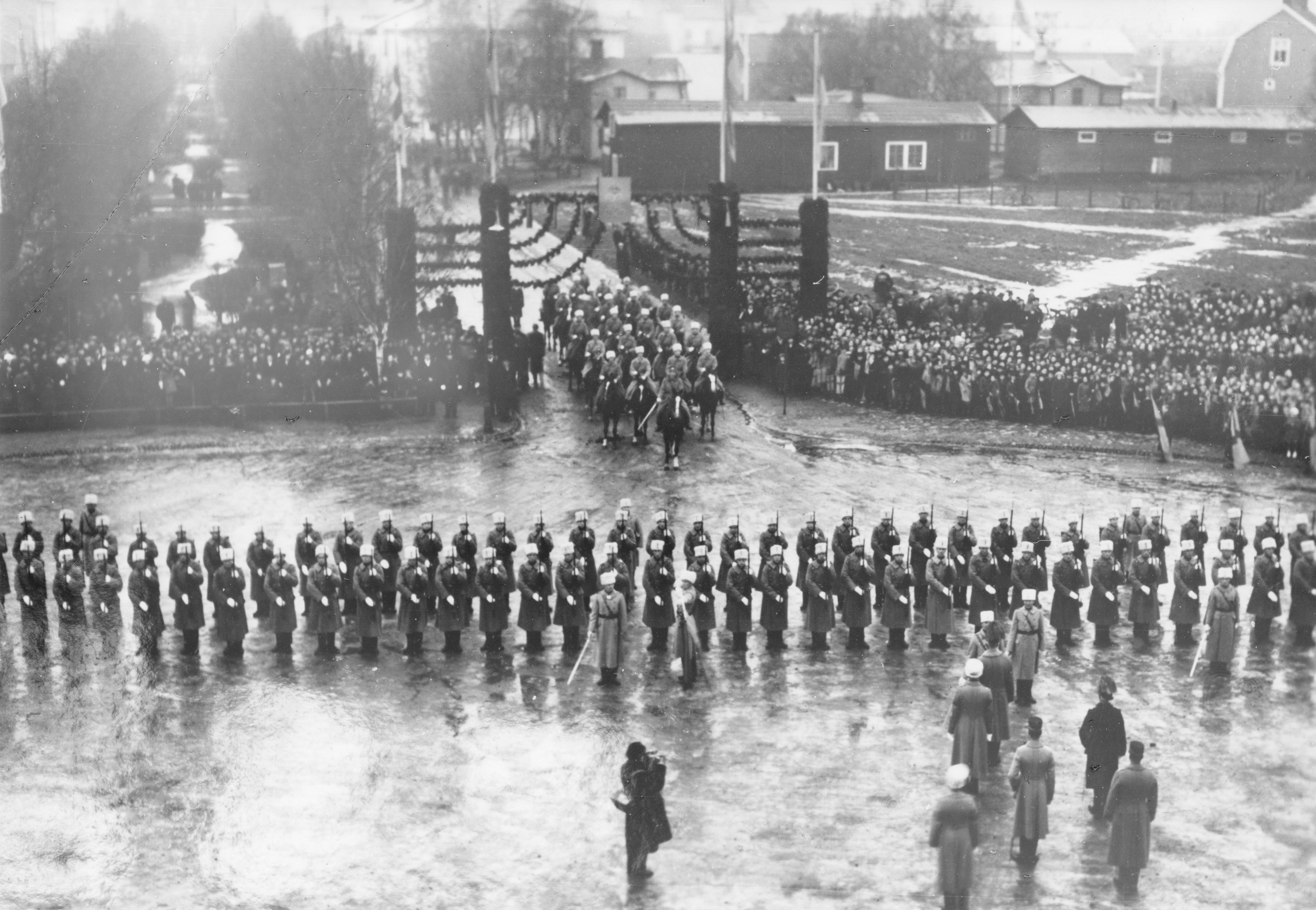
Invigning av hovrätten i Umeå. Hederskompaniet vid Gustaf V:s ankomst

Frågan om en delning av landets två största hovrätter – Svea och Göta hovrätt – väcktes redan i början av 1800-talet, och 1885 föreslog Nya lagberedningen en ökning av antalet hovrätter till fem, varav en skulle placeras i Härnösand. Denna liksom senare motioner lämnades dock utan åtgärder fram till 1921, då en motion (undertecknad av bland andra riksdagsmannen Gustav Rosén), bifölls av riksdagen.
Det krävdes dock ytterligare utredningar, betänkanden och förslag – som alltmer lutade åt två hovrätter i Norrland, varav en för de två nordligaste länen, Västerbottens och Norrbottens län – innan riksdagen 1935 slutligen antog de lagändringar som krävdes för att inrätta Hovrätten för Övre Norrland, med säte i Umeå. För att göra hovrätten mer tillgänglig för medborgarna fick den dock snart lokaler även i Luleå, och har under årens lopp många gånger hållit huvudförhandlingar där eller på andra orter i Norrbotten. 
Den nybildade hovrätten invigdes 16 december 1936 av kung Gustaf V. Inledningsvis bestod hovrätten av en president, fem hovrättsråd, extra ordinarie assessorer, en sekreterare tillika advokatfiskal, fiskaler, fiskalsaspiranter, kanslipersonal och en expeditionsvakt. Under hovrätten lydde tio domsagor, fem i vardera länet, samt rådhusrätterna i Umeå, Skellefteå, Piteå och Luleå.

## Organisation
Hovrättspresident sedan 2018 är Erik Sundström. Hovrättspresidenten styr över en administrativ avdelning och en dömande avdelning, som sin tur består av ledamöter och en beredningsenhet.

## Hovrättspresidenter
- 1936–1948: Holger Elliot
- 1948–1953: Carl Romberg
- 1954–1962: Mauritz Wijnbladh
- 1962–1977: Karl Sidenbladh
- 1977–1978: Per-Erik Nilsson
- 1979–1994: Carl-Ivar Skarstedt
- 1995–2002: Anna-Karin Lundin
- 2002–2012: Anders Iacobæus
- 2012–2018: Margareta Bergström
- 2018–     : Erik Sundström